# Abdulrahman Mohammed Abdou
Abdulrahman Mohammed Abdou (Catar; 1 de octubre de 1972) es un árbitro  de fútbol de Catar. Es internacional FIFA desde el año 2005.

## Carrera en el fútbol
En la Copa Asiática, en la edición 2007 pitó su primer partido Uzbekistán vs. Malasia y en la edición 2011 pitó 3 partidos.
En la Copa Mundial de Fútbol Sub-20 de 2011, pitó los partidos Portugal vs. Uruguay y Croacia vs. Guatemala de la primera fase.